# STS-51-L

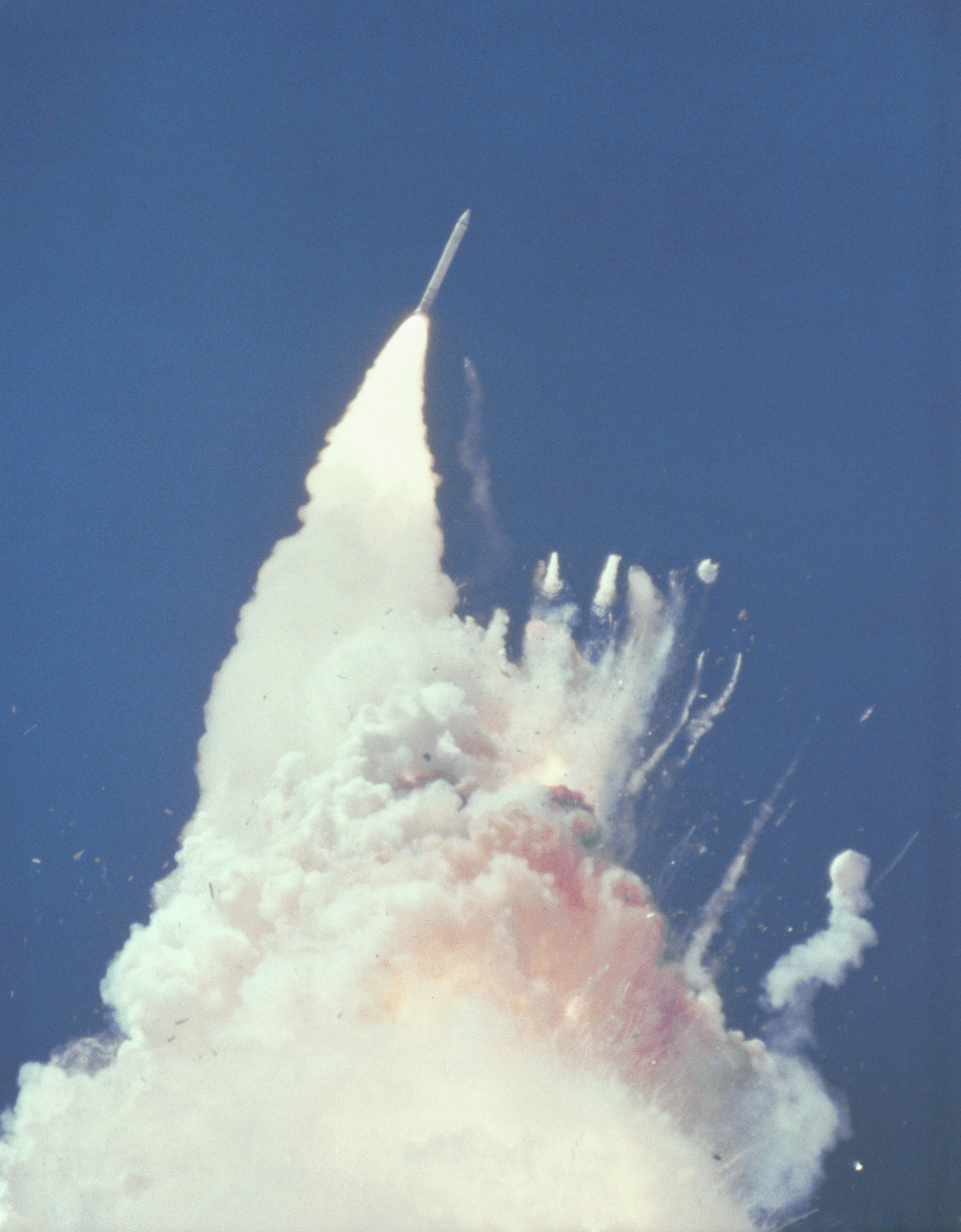
날아가는 고체 로켓 부스터

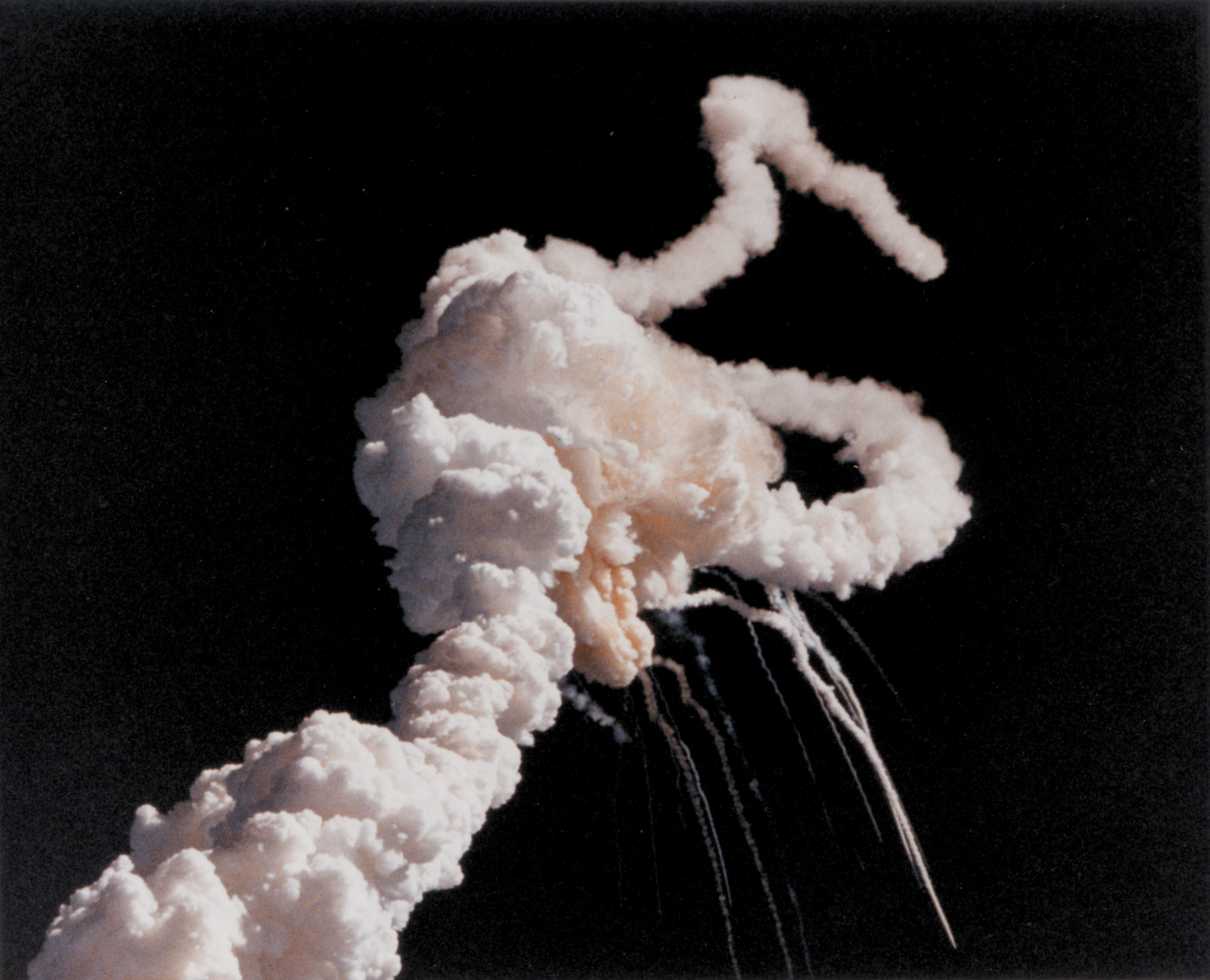
외부연료탱크의 폭발 직후. 보조추진로켓은 분리되어 불규칙적으로 날아가고 있다. 연료탱크의 폭발로 발생된 연기 내에서는 챌린저호 본체가 압력에 의해 분해되었다.

STS-51-L은 우주왕복선의 제25번째 임무였으며, 챌린저 우주왕복선의 10번째 임무가 될 예정이었다. 그러나 발사 73.124초 이후 공중분해하여 챌린저 호는 붕괴하고 챌린저 호의 마지막 임무가 되었다. 이 사고로 탑승하고 있던 승무원 7명 전원이 사망하는 인명피해와 4,865억원의 금전적 손실을 입었다.

## 탑승한 우주비행사
괄호 속 숫자는 순서대로 사망 당시 나이와 사고 자체를 포함한 우주 비행 횟수이다.
- 마이클 J. 스미스(40, 1) - 조종사. 공군 중령.
- 프랜시스 스코비(46, 2) - 선장. 해군 대령.
- 로널드 맥네어(35, 2) - 탑승 운용 기술자. 물리학자.
- 엘리슨 오니즈카(39, 2) - 탑승 운용 기술자. 공군 중령.
- 크리스타 매콜리프(37, 1) - 탑승 과학 기술자 겸 우주비행 참가자. 교사.
- 그레고리 자비스(41, 1) - 탑승 과학 기술자. 공군 대위.
- 주디스 레스닉(36, 2) - 탑승 운용 기술자. 기술자.

## STS-51-L 미션의 목표
- TDRS-B 인공위성의 궤도 투입 - 주목적
- 핼리 혜성의 관측 - 맥네어가 수행할 예정이었다.
- Teacher in Space 계획의 실행 - 제목 그대로 우주에서 원격으로 학교 강의를 진행하는 것으로 맥컬리프가 수행할 예정이었다.
- 기타 과학 실험
- 우주에서의 색소폰 연주 - 정식 목적은 아니며, 맥네어와 그와 사적인 친분이 있는 작곡가 장미셸 자르와의 공동 작업이었다.

## 같이 보기
- 아폴로 1호
- 컬럼비아 우주왕복선 공중분해 사고
- 우주왕복선 계획
- 챌린저 러닝 센터